# Brazília az 1984. évi nyári olimpiai játékokon
Brazília az egyesült államokbeli Los Angelesben megrendezett 1984. évi nyári olimpiai játékok egyik részt vevő nemzete volt. Az országot az olimpián 17 sportágban 147 sportoló képviselte, akik összesen 8 érmet szereztek.

## Érmesek
| Érem  | Versenyző | Sportág    | Versenyszám        |
| ----- | --- | ---------- | ------------------ |
| Arany | Joaquim Cruz | Atlétika   | Férfi 800 m        |
| Ezüst | Douglas Vieira | Cselgáncs  | Férfi félnehézsúly |
| Ezüst | Nemzeti válogatott Ademir André Luís Chicão Mílton Cruz Davi Dunga Gilmar Popoca Gilmar Rinaldi Kita Luís Henrique Mauro Galvão Paulo Santos Pinga Ronaldo Silvinho Tonho Luiz Carlos Winck                                                                                                | Labdarúgás | Férfi              |
| Ezüst | Nemzeti válogatott Renan dal Zotto William Carvalho da Silva Fernando Roscio de Ávila Mário Xandó de Oliveira Neto Bernardo Rezende Ruy Campos do Nascimento Marcus Vinícius Freire Domingos Lampariello Neto José Montanaro Bernard Rajzman Antônio Carlos Gueiros Ribeiro Amauri Ribeiro | Röplabda   | Férfi              |
| Ezüst | Ricardo Prado | Úszás      | Férfi 400 m vegyes |
| Ezüst | Daniel Adler Ronaldo Senfft Torben Grael | Vitorlázás | Soling             |
| Bronz | Luiz Onmura | Cselgáncs  | Férfi könnyűsúly   |
| Bronz | Wálter Carmona | Cselgáncs  | Férfi középsúly    |

## Atlétika
Férfi
| Versenyző                                                                                  | Versenyszám     | Előfutam | Előfutam | Előfutam | Negyeddöntő | Negyeddöntő | Negyeddöntő | Elődöntő         | Elődöntő         | Elődöntő         | Döntő   | Döntő    |
| Versenyző                                                                                  | Versenyszám     | Idő      | Hely.    | Össz.    | Idő         | Hely.       | Össz.       | Idő              | Hely.            | Össz.            | Idő     | Helyezés |
| ------------------------------------------------------------------------------------------ | --------------- | -------- | -------- | -------- | ----------- | ----------- | ----------- | ---------------- | ---------------- | ---------------- | ------- | -------- |
| Nelson dos Santos                                                                          | 100 m           | 10,70    | 3.       | 44.*     | 10,53       | 4.          | 19.*        | kiesett          | kiesett          | kiesett          | kiesett | kiesett  |
| Katsuhiko Nakaya                                                                           | 100 m           | 10,55    | 3.       | 26.**    | 10,69       | 5.          | 34.**       | kiesett          | kiesett          | kiesett          | kiesett | kiesett  |
| Paulo Roberto Correia                                                                      | 100 m           | 10,45    | 4.       | 15.*     | 10,54       | 7.          | 21.*        | kiesett          | kiesett          | kiesett          | kiesett | kiesett  |
| João Batista da Silva                                                                      | 200 m           | 20,70    | 2.*      | 4.**     | 20,61       | 4.          | 10.         | 20,61            | 2.               | 6.               | 20,30   | 4.       |
| Róbson da Silva                                                                            | 200 m           | 21,08    | 3.       | 18.      | 20,88       | 4.          | 16.         | 20,80            | 6.               | 13.              | kiesett | kiesett  |
| Arnaldo da Silva                                                                           | 200 m           | 21,24    | 5.       | 26.*     | kiesett     | kiesett     | kiesett     | kiesett          | kiesett          | kiesett          | kiesett | kiesett  |
| Gérson de Souza                                                                            | 400 m           | 47,02    | 3.       | 40.      | 46,65       | 7.          | 30.         | kiesett          | kiesett          | kiesett          | kiesett | kiesett  |
| Wilson dos Santos                                                                          | 400 m           | 47,55    | 5.       | 51.*     | kiesett     | kiesett     | kiesett     | kiesett          | kiesett          | kiesett          | kiesett | kiesett  |
| Evaldo da Silva                                                                            | 400 m           | 47,55    | 6.       | 51.*     | kiesett     | kiesett     | kiesett     | kiesett          | kiesett          | kiesett          | kiesett | kiesett  |
| Joaquim Cruz                                                                               | 1500 m          | 3:41,01  | 1.       | 16.      |             |             |             | nem állt rajthoz | nem állt rajthoz | nem állt rajthoz | kiesett | kiesett  |
| Joaquim Cruz                                                                               | 800 m           | 1:45,66  | 1.       | 1.       | 1:44,84     | 1.          | 2.          | 1:43,82          | 1.               | 1.               | 1:43,00 |          |
| José Luíz Barbosa                                                                          | 800 m           | 1:47,12  | 3.       | 17.      | 1:46,87     | 4.          | 23.         | 1:48,70          | 8.               | 15.              | kiesett | kiesett  |
| Agberto Guimarães                                                                          | 800 m           | 1:47,72  | 3.       | 27.      | 1:45,18     | 3.          | 4.          | 1:46,60          | 6.               | 12.              | kiesett | kiesett  |
| Agberto Guimarães                                                                          | 1500 m          | 3:49,26  | 2.       | 34.      |             |             |             | nem ért célba    | nem ért célba    | nem ért célba    | kiesett | kiesett  |
| José João da Silva                                                                         | 5000 m          | 14:03,44 | 8.       | 36.      |             |             |             | kiesett          | kiesett          | kiesett          | kiesett | kiesett  |
| José João da Silva                                                                         | 10 000 m        | 29:10,52 | 10.      | 30.      |             |             |             |                  |                  |                  | kiesett | kiesett  |
| Eloi Schleder                                                                              | Maraton         |          |          |          |             |             |             |                  |                  |                  | 2:16:35 | 23.      |
| Antônio Ferreira                                                                           | 400 m gát       | 49,85    | 2.       | 9.       |             |             |             | 50,70            | 8.               | 16.              | kiesett | kiesett  |
| Arnaldo da Silva Nelson dos Santos Katsuhiko Nakaya Paulo Roberto Correia Róbson da Silva  | 4 × 100 m váltó | 39,27    | 2.       | 6.       |             |             |             | 39,52            | 4.               | 9.               | 39,40   | 8.       |
| João Batista da Silva Wilson dos Santos José Luíz Barbosa Gérson de Souza Antônio Ferreira | 4 × 400 m váltó | 3:05,08  | 5.       | 8.       |             |             |             | 3:03,99          | 5.               | 8.               | kiesett | kiesett  |

| Versenyző          | Versenyszám | Selejtező | Selejtező | Döntő                    | Döntő                    |
| Versenyző          | Versenyszám | Eredmény  | Helyezés  | Eredmény                 | Helyezés                 |
| ------------------ | ----------- | --------- | --------- | ------------------------ | ------------------------ |
| Tom Hintnaus       | Rúdugrás    | 535 cm    | 8.        | érvényes kísérlet nélkül | érvényes kísérlet nélkül |
| Abcélvio Rodrigues | Hármasugrás | 16,12 m   | 16.       | kiesett                  | kiesett                  |

Női
| Versenyző            | Versenyszám | Előfutam         | Előfutam         | Előfutam         | Negyeddöntő | Negyeddöntő | Negyeddöntő | Elődöntő | Elődöntő | Elődöntő | Döntő   | Döntő    |
| Versenyző            | Versenyszám | Idő              | Hely.            | Össz.            | Idő         | Hely.       | Össz.       | Idő      | Hely.    | Össz.    | Idő     | Helyezés |
| -------------------- | ----------- | ---------------- | ---------------- | ---------------- | ----------- | ----------- | ----------- | -------- | -------- | -------- | ------- | -------- |
| Esmeralda García     | 100 m       | 11,63            | 4.               | 18.              | 11,82       | 6.          | 18.*        | kiesett  | kiesett  | kiesett  | kiesett | kiesett  |
| Esmeralda García     | 100 m gát   | nem állt rajthoz | nem állt rajthoz | nem állt rajthoz |             |             |             | kiesett  | kiesett  | kiesett  | kiesett | kiesett  |
| Eleonora de Mendonça | Maraton     |                  |                  |                  |             |             |             |          |          |          | 2:52:19 | 44.      |

| Versenyző          | Versenyszám | Selejtező | Selejtező | Döntő    | Döntő    |
| Versenyző          | Versenyszám | Eredmény  | Helyezés  | Eredmény | Helyezés |
| ------------------ | ----------- | --------- | --------- | -------- | -------- |
| Conceição Geremias | Távolugrás  | 604 cm    | 18.       | kiesett  | kiesett  |
| Esmeralda García   | Távolugrás  | 601 cm    | 19.       | kiesett  | kiesett  |

| Versenyző          | Versenyszám | 100 m gát | 100 m gát | Magasugrás | Magasugrás | Súlylökés | Súlylökés | 200 m | 200 m | Távolugrás | Távolugrás | Gerelyhajítás | Gerelyhajítás | 800 m      | 800 m      | Végeredmény   | Végeredmény   |
| Versenyző          | Versenyszám | Idő       | Pont      | Eredmény   | Pont       | Eredmény  | Pont      | Idő   | Pont  | Eredmény   | Pont       | Eredmény      | Pont          | Idő        | Pont       | Pont          | Helyezés      |
| ------------------ | ----------- | --------- | --------- | ---------- | ---------- | --------- | --------- | ----- | ----- | ---------- | ---------- | ------------- | ------------- | ---------- | ---------- | ------------- | ------------- |
| Conceição Geremias | Hétpróba    | 13,98     | 868       | 174 cm     | 974        | 13,15 m   | 789       | 25,00 | 846   | 565 cm     | 828        | nem indult    | nem indult    | nem indult | nem indult | nem ért célba | nem ért célba |

* - egy másik versenyzővel azonos eredményt ért el

** - két másik versenyzővel azonos eredményt ért el

## Cselgáncs
| Versenyző          | Versenyszám  | Csoport | Selejtező         | 32-es főtábla                    | Nyolcaddöntő                | Negyeddöntő                             | Elődöntő                      | Vigaszág nyolcaddöntő | Vigaszág negyeddöntő  | Vigaszág elődöntő        | Bronz- mérkőzés            | Döntő                                 | Helyezés |
| Versenyző          | Versenyszám  | Csoport | Ellenfél Eredmény | Ellenfél Eredmény                | Ellenfél Eredmény           | Ellenfél Eredmény                       | Ellenfél Eredmény             | Ellenfél Eredmény     | Ellenfél Eredmény     | Ellenfél Eredmény        | Ellenfél Eredmény          | Ellenfél Eredmény                     | Helyezés |
| ------------------ | ------------ | ------- | ----------------- | -------------------------------- | --------------------------- | --------------------------------------- | ----------------------------- | --------------------- | --------------------- | ------------------------ | -------------------------- | ------------------------------------- | -------- |
| Luiz Shinohara     | Légsúly      | B       |                   | Phil Takahashi (CAN) · GY        | Hoszokava Sindzsi (JPN) · V |                                         |                               |                       | Joao Neves (POR) · GY | Felice Mariani (ITA) · V | kiesett                    |                                       | 7.       |
| Sérgio Sano        | Harmatsúly   | B       | erőnyerő          | Fredy Torres (ESA) · GY          | James Rohleder (FRG) · GY   | Hvang Dzsongo (Hwang Jeong-O) (KOR) · V |                               |                       |                       | Pepi Reiter (AUT) · V    | kiesett                    |                                       | 7.       |
| Luiz Onmura        | Könnyűsúly   | A       |                   | Yousry Zagloul (EGY) · GY        | Hassan Ben Gamra (TUN) · GY | Mike Swain (USA) · GY                   | Ezio Gamba (ITA) · V          |                       |                       |                          | Glenn Beauchamp (CAN) · GY |                                       |          |
| Rogério dos Santos | Váltósúly    | A       | erőnyerő          | Filip Leščak (YUG) · V           | kiesett                     | kiesett                                 | kiesett                       |                       |                       |                          |                            |                                       | 20.      |
| Wálter Carmona     | Középsúly    | B       |                   | Atif Muhammad Hussain (EGY) · GY | Michel Grant (SWE) · GY     | Ben Spijkers (NED) · GY                 | Robert Berland (USA) · V      |                       |                       |                          | Densign White (GBR) · GY   |                                       |          |
| Douglas Vieira     | Félnehézsúly | A       |                   | Alberto Rubio (ESP) · GY         | Abdul Daffé (SEN) · GY      | Juri Fazi (ITA) · GY                    | Bjarni Friðriksson (ISL) · GY |                       |                       |                          |                            | Ha Hjongdzsu (Ha Hyeong-Ju) (KOR) · V |          |

## Evezés
Férfi
| Versenyző                                                                | Versenyszám              | Előfutam | Előfutam | Vigaszág | Vigaszág | Elődöntő | Elődöntő | Döntő | Döntő   | Döntő | Helyezés |
| Versenyző                                                                | Versenyszám              | Idő      | Hely.    | Idő      | Hely.    | Idő      | Hely.    | Típus | Idő     | Hely. | Helyezés |
| ------------------------------------------------------------------------ | ------------------------ | -------- | -------- | -------- | -------- | -------- | -------- | ----- | ------- | ----- | -------- |
| Ronaldo de Carvalho Ricardo de Carvalho                                  | Kormányos nélküli kettes | 7:32,69  | 4.       | 7:05,24  | 3.       | 7:05,92  | 6.       | B     | 7:03,97 | 2.    | 8.       |
| Walter Soares Ángelo Rosso Neto Nilton Alonço                            | Kormányos kettes         | 7:18,96  | 2.       | 7:19,40  | 1.       |          |          | A     | 7:17,07 | 4.    | 4.       |
| André Berezin Luiz dos Santos Dênis Marinho Laildo Machado Manuel Mandel | Kormányos négyes         | 6:39,88  | 4.       | 6:33,44  | 5.       |          |          | B     | 6:47,13 | 1.    | 7.       |

## Íjászat
| Versenyző            | Versenyszám  | 1. forduló | 1. forduló | 2. forduló | 2. forduló | Összesítés | Összesítés |
| Versenyző            | Versenyszám  | Pont       | Hely.      | Pont       | Hely.      | Pont       | Helyezés   |
| -------------------- | ------------ | ---------- | ---------- | ---------- | ---------- | ---------- | ---------- |
| Emilio Dutra e Mello | Férfi egyéni | 1184       | 42.        | 1179       | 42.        | 2363       | 44.        |

## Kerékpározás

### Országúti kerékpározás
Férfi
| Versenyző                                                 | Versenyszám     | Idő              | Helyezés |
| --------------------------------------------------------- | --------------- | ---------------- | -------- |
| Gilson Alvaristo Jair Braga Renan Ferraro Marcos Mazzaron | Csapat időfutam | 2:15:37 (+17:09) | 18.      |

### Pálya-kerékpározás
Sprintverseny
| Versenyző   | Versenyszám  | 1. forduló                                        | 1. forduló | Vigaszág                                        | Vigaszág | Döntő                                        | Döntő | 2. forduló           | 2. forduló | Vigaszág                    | Vigaszág | Nyolcaddöntő           | Nyolcaddöntő | Vigaszág               | Vigaszág | Döntő                | Döntő   | Negyeddöntő          | 5–8. helyért           | 5–8. helyért | Elődöntő             | Döntő                | Helyezés |
| Versenyző   | Versenyszám  | Ellenfelek Győztes idő                            | Hely       | Ellenfelek Győztes idő                          | Hely     | Ellenfelek Győztes idő                       | Hely  | Ellenfél Győztes idő | Hely       | Ellenfél Győztes idő        | Hely     | Ellenfelek Győztes idő | Hely         | Ellenfelek Győztes idő | Hely     | Ellenfél Győztes idő | Hely    | Ellenfél Győztes idő | Ellenfelek Győztes idő | Hely         | Ellenfél Győztes idő | Ellenfél Győztes idő | Helyezés |
| ----------- | ------------ | ------------------------------------------------- | ---------- | ----------------------------------------------- | -------- | -------------------------------------------- | ----- | -------------------- | ---------- | --------------------------- | -------- | ---------------------- | ------------ | ---------------------- | -------- | -------------------- | ------- | -------------------- | ---------------------- | ------------ | -------------------- | -------------------- | -------- |
| Paulo Jamur | Férfi egyéni | Nakatake Kacuo (JPN) · Charles Pile (BAR) · 11,92 | 3.         | Gene Samuel (TRI) · Ernest Moodie (CAY) · 11,89 | 2.       | Brian Lyn (ANT) · James Joseph (GUY) · 11,92 | 1.    |                      |            | Murray Steele (NZL) · 11,92 | 2.       | kiesett                | kiesett      | kiesett                | kiesett  | kiesett              | kiesett | kiesett              | kiesett                | kiesett      | kiesett              | kiesett              | kiesett  |

Időfutam
| Név            | Versenyszám  | Idő     | Helyezés |
| -------------- | ------------ | ------- | -------- |
| Marcelo Greuel | Férfi egyéni | 1:08,37 | 12.      |

Üldözőversenyek
| Versenyző    | Versenyszám  | Selejtező | Selejtező | Nyolcaddöntő | Nyolcaddöntő | Negyeddöntő  | Negyeddöntő | Elődöntő     | Elődöntő  | Döntő        | Döntő     | Helyezés |
| Versenyző    | Versenyszám  | Idő       | Hely.     | Ellenfél Idő | Saját idő    | Ellenfél Idő | Saját idő   | Ellenfél Idő | Saját idő | Ellenfél Idő | Saját idő | Helyezés |
| ------------ | ------------ | --------- | --------- | ------------ | ------------ | ------------ | ----------- | ------------ | --------- | ------------ | --------- | -------- |
| Hans Fischer | Férfi egyéni | 5:00,47   | 22.       | kiesett      | kiesett      | kiesett      | kiesett     | kiesett      | kiesett   | kiesett      | kiesett   | kiesett  |

Pontverseny
| Név          | Versenyszám | Selejtező | Selejtező  | Selejtező | Döntő   | Döntő      | Döntő    |
| Név          | Versenyszám | Pont      | Körhátrány | Hely.     | Pont    | Körhátrány | Helyezés |
| ------------ | ----------- | --------- | ---------- | --------- | ------- | ---------- | -------- |
| Hans Fischer | Férfi       | 5         | –2         | 14.       | kiesett | kiesett    | kiesett  |

## Kosárlabda

### Férfi
| Brazil férfi kosárlabdacsapat-játékoskeret                                                                      | Brazil férfi kosárlabdacsapat-játékoskeret                                                           |
| --- | --- |
| - Nilo Guimarães - Silvio Malvezi - Gerson Victalino - Milton Setrini Junior - Ricardo Guimarães - Marcos Leite | - Eduardo Galvão - Marcel Souza - Adilson Nascimento - Marcelo Vido - Oscar Schmidt - Israel Machado |

#### Eredmények
Csoportkör
A csoport
| Csapat            | M | Gy | V | P+  | P–  | Pk   |
| ----------------- | - | -- | - | --- | --- | ---- |
| Jugoszlávia (YUG) | 5 | 5  | 0 | 457 | 366 | +91  |
| Olaszország (ITA) | 5 | 4  | 1 | 437 | 363 | +74  |
| Ausztrália (AUS)  | 5 | 3  | 2 | 383 | 403 | –20  |
| NSZK (FRG)        | 5 | 2  | 3 | 384 | 376 | +8   |
| Brazília (BRA)    | 5 | 1  | 4 | 401 | 423 | –22  |
| Egyiptom (EGY)    | 5 | 0  | 5 | 349 | 480 | –131 |

| 1984. július 29. 20:00 | Ausztrália (AUS) | 76–72 | Brazília (BRA) |  |
| 1984. július 29. 20:00 | (34–38)          |       |                |  |

| 1984. július 30. 16:30 | Brazília (BRA) | 91–82 | Egyiptom (EGY) |  |
| 1984. július 30. 16:30 | (45–43)        |       |                |  |

| 1984. augusztus 1. 20:00 | Olaszország (ITA) | 89–78 | Brazília (BRA) |  |
| 1984. augusztus 1. 20:00 | (43–44)           |       |                |  |

| 1984. augusztus 2. 16:30 | Jugoszlávia (YUG) | 98–85 | Brazília (BRA) |  |
| 1984. augusztus 2. 16:30 | (55–50)           |       |                |  |

| 1984. augusztus 4. 14:30 | NSZK (FRG) | 78–75 | Brazília (BRA) |  |
| 1984. augusztus 4. 14:30 | (41–37)    |       |                |  |

A 9–12. helyért
| 1984. augusztus 5. 14:30 | Brazília (BRA) | 100–86 | Franciaország (FRA) |  |
| 1984. augusztus 5. 14:30 | (63–53)        |        |                     |  |

A 9. helyért
| 1984. augusztus 9. 12:00 | Brazília (BRA) | 86–76 | Kína (CHN) |  |
| 1984. augusztus 9. 12:00 | (42–40)        |       |            |  |

| Csapat         | Helyezés |
| -------------- | -------- |
| Brazília (BRA) | 9.       |

## Labdarúgás
| Brazil férfi labdarúgócsapat-játékoskeret                                                           | Brazil férfi labdarúgócsapat-játékoskeret                                                              |
| --------------------------------------------------------------------------------------------------- | --- |
| - Ademir - André Luís - Chicão - Mílton Cruz - Davi - Dunga - Gilmar Popoca - Gilmar Rinaldi - Kita | - Luís Henrique - Mauro Galvão - Paulo Santos - Pinga - Ronaldo - Silvinho - Tonho - Luiz Carlos Winck |

### Eredmények
Csoportkör
C csoport
| Csapat             | M | Gy | D | V | Rg | Kg | Gk | P |
| ------------------ | - | -- | - | - | -- | -- | -- | - |
| Brazília (BRA)     | 3 | 3  | 0 | 0 | 6  | 1  | +5 | 6 |
| NSZK (FRG)         | 3 | 2  | 0 | 1 | 8  | 1  | +7 | 4 |
| Marokkó (MAR)      | 3 | 1  | 0 | 2 | 1  | 4  | –3 | 2 |
| Szaúd-Arábia (KSA) | 3 | 0  | 0 | 3 | 1  | 10 | –9 | 0 |

| 1984. július 30. 19:00 |

| Brazília (BRA)                           | 3–1               | Szaúd-Arábia (KSA) |
| ---------------------------------------- | ----------------- | ------------------ |
| Gilmar Popoca 12' Silvinho 50' Dunga 59' | (1–0) Jegyzőkönyv | Abdullah 69'       |

| Rose Bowl, Pasadena Nézőszám: 40 799 Játékvezető: Brian McGinlay (angol) |

| 1984. augusztus 1. 19:00 |

| NSZK (FRG) | 0–1               | Brazília (BRA)    |
| ---------- | ----------------- | ----------------- |
|            | (0–0) Jegyzőkönyv | Gilmar Popoca 86' |

| Stanford Stadium, Palo Alto Nézőszám: 75 239 Játékvezető: Kyung-Bok Cha (dél-koreai) |

| 1984. augusztus 3. 19:00 |

| Marokkó (MAR) | 0–2               | Brazília (BRA)     |
| ------------- | ----------------- | ------------------ |
|               | (0–0) Jegyzőkönyv | Dunga 64' Kita 70' |

| Rose Bowl, Pasadena Nézőszám: 49 355 Játékvezető: Arminio Victoriano Sánchez (spanyol) |

Negyeddöntő
| 1984. augusztus 6. 17:00 |

| Brazília (BRA)                | 1–1 (h. u.)                 | Kanada (CAN)                |
| ----------------------------- | --------------------------- | --------------------------- |
| Gilmar Popoca 72'             | (0–0, 1–1, 1–1) Jegyzőkönyv | Mitchell 58'                |
| Büntetőpárbaj                 |                             |                             |
| Gilmar Kita Ademir André Luiz | 4–2                         | Wilson Mitchell Bridge Gray |

| Stanford Stadium, Palo Alto Nézőszám: 36 150 Játékvezető: Luis Paulino Siles (Costa Rica-i) |

Elődöntő
| 1984. augusztus 8. 20:30 |

| Olaszország (ITA) | 1–2 (h. u.)                 | Brazília (BRA)                |
| ----------------- | --------------------------- | ----------------------------- |
| Fanna 62'         | (0–0, 1–1, 1–2) Jegyzőkönyv | Gilmar Popoca 53' Ronaldo 95' |

| Stanford Stadium, Palo Alto Nézőszám: 83 642 Játékvezető: David Socha (amerikai) |

Döntő
| 1984. augusztus 11. 19:00 |

| Franciaország (FRA)    | 2–0               | Brazília (BRA) |
| ---------------------- | ----------------- | -------------- |
| Brisson 55' Xuereb 60' | (0–0) Jegyzőkönyv |                |

| Rose Bowl, Pasadena Nézőszám: 101 799 Játékvezető: Jan Keizer (holland) |

| Csapat         | Helyezés |
| -------------- | -------- |
| Brazília (BRA) |          |

## Lovaglás
Díjugratás
| Versenyző                                                  | Ló           | Versenyszám | 1. forduló | 1. forduló | 2. forduló | 2. forduló | Összesen | Összesen |
| Versenyző                                                  | Ló           | Versenyszám | Pont       | Hely.      | Pont       | Hely.      | Pont     | Helyezés |
| ---------------------------------------------------------- | ------------ | ----------- | ---------- | ---------- | ---------- | ---------- | -------- | -------- |
| Jorge Carneiro                                             | Testarudo    | Egyéni      | 21,25      | 32.        | kiesett    | kiesett    | kiesett  | kiesett  |
| Sérgio Caio                                                | Virtuoso     | Egyéni      | 23,25      | 33.        | kiesett    | kiesett    | kiesett  | kiesett  |
| Marcelo Blessman                                           | Alpes        | Egyéni      | 44,00      | 45.        | kiesett    | kiesett    | kiesett  | kiesett  |
| Jorge Carneiro Sérgio Caio Marcelo Blessman Vitor Teixeira | lásd fentebb | Csapat      | 66,50      | 12.        | 67,00      | 10.        | 133,50   | 10.      |

## Műugrás
Női
| Versenyző      | Versenyszám        | Selejtező | Selejtező | Döntő   | Döntő    |
| Versenyző      | Versenyszám        | Pont      | Helyezés  | Pont    | Helyezés |
| -------------- | ------------------ | --------- | --------- | ------- | -------- |
| Angela Ribeiro | Egyéni műugrás     | 370,68    | 23.       | kiesett | kiesett  |
| Angela Ribeiro | Egyéni toronyugrás | 329,31    | 13.       | kiesett | kiesett  |

## Röplabda

### Férfi
| Brazil férfi röplabdacsapat-játékoskeret                                                                                                  | Brazil férfi röplabdacsapat-játékoskeret |
| --- | --- |
| - Renan dal Zotto - Dave Araujo - William Carvalho da Silva - Fernando d'Àvila - Mário Xandó de Oliveira Neto - Bernardo Rocha de Rezende | - Ruy Campos do Nascimento - Marcus Vinicius Simòes Freire - Domingos Lampariello Neto - José Montanaro - Bernard Rajzman - Antônio Carlos Gueiros Ribeiro |

#### Eredmények
Csoportkör
A csoport
|                        |      | Mérkőzések | Mérkőzések | Szettek | Szettek | Szettek | Pontok | Pontok | Pontok |
| Csapat                 | Pont | Gy         | V          | Sz+     | Sz–     | SzA     | P+     | P–     | PA     |
| ---------------------- | ---- | ---------- | ---------- | ------- | ------- | ------- | ------ | ------ | ------ |
| Brazília (BRA)         | 7    | 3          | 1          | 10      | 4       | 2,500   | 191    | 144    | 1,326  |
| Egyesült Államok (USA) | 7    | 3          | 1          | 9       | 4       | 2,250   | 168    | 117    | 1,436  |
| Dél-Korea (KOR)        | 7    | 3          | 1          | 9       | 6       | 1,500   | 203    | 162    | 1,253  |
| Argentína (ARG)        | 5    | 1          | 3          | 7       | 9       | 0,778   | 184    | 207    | 0,889  |
| Tunézia (TUN)          | 4    | 0          | 4          | 0       | 12      | 0,000   | 64     | 180    | 0,356  |

| 1984. július 31. 10:00 | Argentína (ARG)            | 1–3 | Brazília (BRA) |  |
| 1984. július 31. 10:00 | (8–15, 8–15, 18–16, 13–15) |     |                |  |

| 1984. augusztus 2. 10:00 | Tunézia (TUN)      | 0–3 | Brazília (BRA) |  |
| 1984. augusztus 2. 10:00 | (5–15, 9–15, 2–15) |     |                |  |

| 1984. augusztus 4. 18:30 | Brazília (BRA)             | 1–3 | Dél-Korea (KOR) |  |
| 1984. augusztus 4. 18:30 | (4–15, 13–15, 15–13, 8–15) |     |                 |  |

| 1984. augusztus 6. 18:30 | Egyesült Államok (USA) | 0–3 | Brazília (BRA) |  |
| 1984. augusztus 6. 18:30 | (10–15, 11–15, 2–15)   |     |                |  |

Elődöntő
| 1984. augusztus 8. 18:30 | Olaszország (ITA)         | 1–3 | Brazília (BRA) |  |
| 1984. augusztus 8. 18:30 | (15–12, 2–15, 3–15, 5–15) |     |                |  |

Döntő
| 1984. augusztus 10. 18:30 | Egyesült Államok (USA) | 3–0 | Brazília (BRA) |  |
| 1984. augusztus 10. 18:30 | (15–6, 15–6, 15–7)     |     |                |  |

| Csapat         | Helyezés |
| -------------- | -------- |
| Brazília (BRA) |          |

### Női
| Brazil női röplabdacsapat-játékoskeret                                                                                            | Brazil női röplabdacsapat-játékoskeret                                                                        |
| --- | --- |
| - Vera Mossa Leme - Fernanda Emerick Silva - Monica da Silva - Maria Alencar Salgado - Heloisa Roese - Regina Vilela Santos-Uchoa | - Jacqueline Cruz Silva - Ana Richa - Sandra Suruagy Lima - Eliana da Costa - Luiza Machado - Ana Ida Alvares |

#### Eredmények
Csoportkör
A csoport
|                        |      | Mérkőzések | Mérkőzések | Szettek | Szettek | Szettek | Pontok | Pontok | Pontok |
| Csapat                 | Pont | Gy         | V          | Sz+     | Sz–     | SzA     | P+     | P–     | PA     |
| ---------------------- | ---- | ---------- | ---------- | ------- | ------- | ------- | ------ | ------ | ------ |
| Egyesült Államok (USA) | 6    | 3          | 0          | 9       | 3       | 3,000   | 167    | 139    | 1,201  |
| Kína (CHN)             | 5    | 2          | 1          | 7       | 3       | 2,333   | 144    | 101    | 1,426  |
| NSZK (FRG)             | 4    | 1          | 2          | 3       | 6       | 0,500   | 93     | 126    | 0,738  |
| Brazília (BRA)         | 3    | 0          | 3          | 2       | 9       | 0,222   | 120    | 158    | 0,759  |

| 1984. július 30. 10:00 | Kína (CHN)            | 3–0 | Brazília (BRA) |  |
| 1984. július 30. 10:00 | (15–13, 15–10, 15–11) |     |                |  |

| 1984. augusztus 1. 18:30 | Egyesült Államok (USA)            | 3–2 | Brazília (BRA) |  |
| 1984. augusztus 1. 18:30 | (12–15, 10–15, 15–5, 15–5, 15–12) |     |                |  |

| 1984. augusztus 3. 18:30 | Brazília (BRA)       | 0–3 | NSZK (FRG) |  |
| 1984. augusztus 3. 18:30 | (9–15, 14–16, 11–15) |     |            |  |

Az 5–8. helyért
| 1984. augusztus 5. 10:00 | Dél-Korea (KOR)             | 3–1 | Brazília (BRA) |  |
| 1984. augusztus 5. 10:00 | (13–15, 15–13, 15–9, 15–10) |     |                |  |

A 7. helyért
| 1984. augusztus 7. 10:00 | Kanada (CAN)       | 0–3 | Brazília (BRA) |  |
| 1984. augusztus 7. 10:00 | (9–15, 3–15, 8–15) |     |                |  |

| Csapat         | Helyezés |
| -------------- | -------- |
| Brazília (BRA) | 7.       |

## Sportlövészet
Férfi
| Versenyző        | Versenyszám          | Pont | Helyezés |
| ---------------- | -------------------- | ---- | -------- |
| Delival Nobre    | Gyorstüzelő pisztoly | 591  | 4.       |
| Sylvio Carvalho  | Szabadpisztoly       | 546  | 25.      |
| Paulo Pimenta    | Légpuska             | 557  | 45.      |
| Durval Guimarães | Sportpuska, fekvő    | 583  | 45.      |
| Waldemar Capucci | Sportpuska, fekvő    | 581  | 52.      |

Női
| Versenyző    | Versenyszám   | Pont | Helyezés |
| ------------ | ------------- | ---- | -------- |
| Débora Srour | Sportpisztoly | 578  | 7.       |

Nyílt
| Versenyző         | Versenyszám | Pont | Helyezés |
| ----------------- | ----------- | ---- | -------- |
| Marcos José Olsen | Trap        | 188  | 10.      |
| Avelino Palma     | Trap        | 164  | 60.      |

## Szinkronúszás
| Versenyző                     | Versenyszám | Selejtező           | Selejtező           | Selejtező       | Selejtező  | Selejtező  | Döntő           | Döntő      | Döntő      |
| Versenyző                     | Versenyszám | Technikai gyakorlat | Technikai gyakorlat | Zenés gyakorlat | Összesítés | Összesítés | Zenés gyakorlat | Összesítés | Összesítés |
| Versenyző                     | Versenyszám | Pont                | Hely.               | Pont            | Pont       | Hely.      | Pont            | Pont       | Helyezés   |
| ----------------------------- | ----------- | ------------------- | ------------------- | --------------- | ---------- | ---------- | --------------- | ---------- | ---------- |
| Paula Carvalho                | Egyéni      | 79,900              | 31.                 | 85,80           | 165,700    | 13.        | kiesett         | kiesett    | kiesett    |
| Tessa Carvalho                | Egyéni      | 84,284              | 26.                 | kiesett         | kiesett    | kiesett    | kiesett         | kiesett    | kiesett    |
| Paula Carvalho Tessa Carvalho | Páros       | 82,092              | 11.                 | 84,20           | 166,292    | 11.        | kiesett         | kiesett    | kiesett    |

## Torna
Férfi
| Versenyző      | Versenyszám      | Selejtező | Selejtező | Döntő    | Döntő    |
| Versenyző      | Versenyszám      | Pontszám  | Helyezés  | Pontszám | Helyezés |
| -------------- | ---------------- | --------- | --------- | -------- | -------- |
| Gerson Gnoatto | Talaj            | 18,25     | 67.       | kiesett  | kiesett  |
| Gerson Gnoatto | Ugrás            | 18,95     | 70.       | kiesett  | kiesett  |
| Gerson Gnoatto | Korlát           | 16,95     | 70.       | kiesett  | kiesett  |
| Gerson Gnoatto | Nyújtó           | 18,05     | 68.       | kiesett  | kiesett  |
| Gerson Gnoatto | Gyűrű            | 18,45     | 69.       | kiesett  | kiesett  |
| Gerson Gnoatto | Lólengés         | 17,40     | 68.       | kiesett  | kiesett  |
| Gerson Gnoatto | Egyéni összetett | 108,05    | 70.       | kiesett  | kiesett  |

Női
| Versenyző          | Versenyszám      | Selejtező | Selejtező | Döntő    | Döntő    |
| Versenyző          | Versenyszám      | Pontszám  | Helyezés  | Pontszám | Helyezés |
| ------------------ | ---------------- | --------- | --------- | -------- | -------- |
| Tatiana Figueirêdo | Talaj            | 18,70     | 48.       | kiesett  | kiesett  |
| Tatiana Figueirêdo | Ugrás            | 18,65     | 56.       | kiesett  | kiesett  |
| Tatiana Figueirêdo | Felemás korlát   | 17,20     | 60.       | kiesett  | kiesett  |
| Tatiana Figueirêdo | Gerenda          | 18,05     | 48.       | kiesett  | kiesett  |
| Tatiana Figueirêdo | Egyéni összetett | 72,60     | 57.       | 74,400   | 27.      |

### Ritmikus gimnasztika
| Versenyző     | Versenyszám | Selejtező | Selejtező | Döntő   | Döntő    |
| Versenyző     | Versenyszám | Pont      | Hely.     | Pont    | Helyezés |
| ------------- | ----------- | --------- | --------- | ------- | -------- |
| Rosana Favila | Egyéni      | 35,65     | 24.       | kiesett | kiesett  |

## Úszás
Férfi
| Versenyző                                                | Versenyszám            | Előfutam | Előfutam | Előfutam | Döntő   | Döntő   | Döntő   | Helyezés |
| Versenyző                                                | Versenyszám            | Idő      | Hely.    | Össz.    | Típus   | Idő     | Hely.   | Helyezés |
| -------------------------------------------------------- | ---------------------- | -------- | -------- | -------- | ------- | ------- | ------- | -------- |
| Ronald Menezes                                           | 100 m gyors            | 52,49    | 3.       | 28.      | kiesett | kiesett | kiesett | kiesett  |
| Cyro Delgado                                             | 100 m gyors            | 51,74    | 3.       | 18.      | kiesett | kiesett | kiesett | kiesett  |
| Cyro Delgado                                             | 200 m gyors            | 1:53,22  | 3.       | 21.      | kiesett | kiesett | kiesett | kiesett  |
| Jorge Fernandes                                          | 200 m gyors            | 1:53,03  | 3.       | 20.      | kiesett | kiesett | kiesett | kiesett  |
| Marcelo Jucá                                             | 400 m gyors            | 3:57,43  | 3.       | 15.      | B       | 3:58,23 | 7.      | 15.      |
| Marcelo Jucá                                             | 1500 m gyors           | 15:43,80 | 5.       | 17.      | kiesett | kiesett | kiesett | kiesett  |
| Luiz Carvalho                                            | 100 m mell             | 1:05,96  | 3.       | 24.*     | kiesett | kiesett | kiesett | kiesett  |
| Luiz Carvalho                                            | 200 m mell             | kizárták | kizárták | kizárták | kiesett | kiesett | kiesett | kiesett  |
| Djan Madruga                                             | 200 m hát              | 2:05,23  | 5.       | 13.      | B       | 2:05,33 | 4.      | 12.      |
| Ricardo Prado                                            | 200 m hát              | 2:04,46  | 1.       | 8.       | A       | 2:03,05 | 4.      | 4.       |
| Ricardo Prado                                            | 200 m pillangó         | 2:00,59  | 1.       | 10.      | kiesett | kiesett | kiesett | kiesett  |
| Ricardo Prado                                            | 200 m vegyes           | 2:07,16  | 1.       | 11.      | kiesett | kiesett | kiesett | kiesett  |
| Ricardo Prado                                            | 400 m vegyes           | 4:23,31  | 1.       | 4.       | A       | 4:18,45 | 2.      |          |
| Cyro Delgado Jorge Fernandes Djan Madruga Ronald Menezes | 4 × 100 m gyorsváltó   | 3:27,33  | 3.       | 10.      | kiesett | kiesett | kiesett | kiesett  |
| Cyro Delgado Marcelo Jucá Djan Madruga Jorge Fernandes   | 4 × 200 m gyorsváltó   | 7:30,41  | 6.       | 9.       | kiesett | kiesett | kiesett | kiesett  |
| Ricardo Prado Luiz Carvalho Marcelo Jucá Cyro Delgado    | 4 × 100 m vegyes váltó | 3:53,49  | 4.       | 12.      | kiesett | kiesett | kiesett | kiesett  |

* - egy másik versenyzővel azonos eredményt ért el

## Vitorlázás
Nyílt
| Versenyző                                | Versenyszám     | Futam | Futam  | Futam  | Futam  | Futam | Futam  | Futam  | Pontszám | Helyezés |
| Versenyző                                | Versenyszám     | 1     | 2      | 3      | 4      | 5     | 6      | 7      | Pontszám | Helyezés |
| ---------------------------------------- | --------------- | ----- | ------ | ------ | ------ | ----- | ------ | ------ | -------- | -------- |
| Jorge Zarif Neto                         | Finn dingi      | 14,0  | 0,0    | 11,7   | (25,0) | 17,0  | 21,0   | 15,0   | 78,7     | 8.       |
| Marco Paradeda Rolf Nehn                 | 470-es osztály  | 23,0  | 22,0   | 22,0   | 15,0   | 3,0   | (25,0) | 14,0   | 99,0     | 13.      |
| Eduardo de Souza Roberto Souza           | Csillaghajó     | 15,0  | 14,0   | 13,0   | 15,0   | 10,0  | 15,0   | (18,0) | 82,0     | 12.      |
| Glenn Haynes Lars Grael                  | Tornádó         | 10,0  | 14,0   | (20,0) | 17,0   | 5,7   | 10,0   | 18,0   | 74,7     | 7.       |
| Daniel Adler Ronaldo Senfft Torben Grael | Soling          | 5,7   | 13,0   | 3,0    | (16,0) | 16,0  | 0,0    | 5,7    | 43,4     |          |
| Alan Adler Marcus Temke                  | Repülő hollandi | 10,0  | (24,0) | 19,0   | 11,7   | 3,0   | 3,0    | 15,0   | 61,7     | 6.       |

## Vízilabda
| Brazil férfi vízilabdacsapat-játékoskeret                                                                             | Brazil férfi vízilabdacsapat-játékoskeret                                                                 |
| --- | --- |
| - Roberto Borelli - Orlando Chaves - Paulo Abreu - Carlos Carvalho - Silvio Manfredi - Solon Santos - Ricardo Tonieto | - Eric Tebbe Borges - Mario Souto - Mario Sergio Lotufo - Fernando Carsalade - Helio Silva - André Campos |

### Eredmények
Csoportkör
B csoport
| Csapat                 | M | Gy | D | V | G+ | G– | Gk  | P |
| ---------------------- | - | -- | - | - | -- | -- | --- | - |
| Egyesült Államok (USA) | 3 | 3  | 0 | 0 | 32 | 17 | +15 | 6 |
| Spanyolország (ESP)    | 3 | 2  | 0 | 1 | 39 | 31 | +8  | 4 |
| Görögország (GRE)      | 3 | 0  | 1 | 2 | 23 | 33 | –10 | 1 |
| Brazília (BRA)         | 3 | 0  | 1 | 2 | 25 | 38 | –13 | 1 |

| 1984. augusztus 1. 13:30 | Brazília (BRA)       | 12–19 | Spanyolország (ESP) |  |
| 1984. augusztus 1. 13:30 | (3–7, 3–3, 3–4, 3–5) |       |                     |  |
| 1984. augusztus 1. 13:30 |                      |       |                     |  |

| 1984. augusztus 2. 08:30 | Egyesült Államok (USA) | 10–4 | Brazília (BRA) |  |
| 1984. augusztus 2. 08:30 | (1–1, 1–1, 4–2, 4–0)   |      |                |  |
| 1984. augusztus 2. 08:30 |                        |      |                |  |

| 1984. augusztus 3. 19:30 | Görögország (GRE)    | 9–9 | Brazília (BRA) |  |
| 1984. augusztus 3. 19:30 | (4–2, 2–3, 0–1, 3–3) |     |                |  |
| 1984. augusztus 3. 19:30 |                      |     |                |  |

7–12. helyért
| Csapat            | M | Gy | D | V | G+ | G– | Gk  | P |
| ----------------- | - | -- | - | - | -- | -- | --- | - |
| Olaszország (ITA) | 5 | 4  | 1 | 0 | 63 | 34 | +29 | 9 |
| Görögország (GRE) | 5 | 3  | 2 | 0 | 52 | 41 | +11 | 8 |
| Kína (CHN)        | 5 | 3  | 0 | 2 | 44 | 39 | +5  | 6 |
| Kanada (CAN)      | 5 | 1  | 1 | 3 | 40 | 48 | –8  | 3 |
| Japán (JPN)       | 5 | 1  | 0 | 4 | 30 | 55 | –25 | 2 |
| Brazília (BRA)    | 5 | 0  | 2 | 3 | 40 | 52 | –12 | 2 |

| 1984. augusztus 6. 19:30 | Brazília (BRA)       | 4–13 | Olaszország (ITA) |  |
| 1984. augusztus 6. 19:30 | (1–2, 2–4, 0–2, 1–5) |      |                   |  |
| 1984. augusztus 6. 19:30 |                      |      |                   |  |

| 1984. augusztus 7. 19:30 | Kanada (CAN)         | 10–10 | Brazília (BRA) |  |
| 1984. augusztus 7. 19:30 | (2–1, 2–2, 4–5, 2–2) |       |                |  |
| 1984. augusztus 7. 19:30 |                      |       |                |  |

| 1984. augusztus 9. 08:30 | Kína (CHN)           | 11–9 | Brazília (BRA) |  |
| 1984. augusztus 9. 08:30 | (2–1, 4–3, 3–2, 2–3) |      |                |  |
| 1984. augusztus 9. 08:30 |                      |      |                |  |

| 1984. augusztus 10. 08:30 | Japán (JPN)          | 9–8 | Brazília (BRA) |  |
| 1984. augusztus 10. 08:30 | (1–1, 4–0, 3–2, 5–1) |     |                |  |
| 1984. augusztus 10. 08:30 |                      |     |                |  |

| Csapat         | Helyezés |
| -------------- | -------- |
| Brazília (BRA) | 12.      |